# Centrophorus
Centrophorus é um género de tubarões esqualiformes de águas profundas. As espécies integradas neste género caracterizam-se por corpos fusiformes, de cor cinzenta ou acastanhada, olhos grandes de cor esverdeada e espinhos em ambas as barbatanas dorsais, os quais estão na origem do nome genérico (do grego: kentron; "espinho" e pherein; "apresentar"). O género tem uma distribuição que inclui as águas oceânicas das regiões temperadas e tropicais.
Ogénero está presente no registo fóssil do Paleoceno em diante (C. squamosus).

## Espécies
- Centrophorus atromarginatus Garman, 1913
- Centrophorus granulosus Bloch & Schneider, 1801
- Centrophorus harrissoni McCulloch, 1915
- Centrophorus isodon Y. T. Chu, Q. W. Meng & J. X. Liu, 1981
- Centrophorus lusitanicus Barbosa du Bocage & Brito Capello, 1864
- Centrophorus moluccensis Bleeker, 1860
- Centrophorus seychellorum Baranes, 2003
- Centrophorus squamosus Bonnaterre, 1788
- Centrophorus tessellatus Garman, 1906
- Centrophorus uyato Rafinesque, 1810
- Centrophorus westraliensis W. T. White, Ebert & Compagno, 2008
- Centrophorus zeehaani W. T. White, Ebert & Compagno, 2008
- Centrophorus sp. A Ainda não descrito
- Centrophorus sp. B Ainda não descrito